# Purpurdraken
Purpurdraken (originaltitel: Garden of the Purple Dragon) är en bok av Carole Wilkinson från 2005 och den andra boken ur serien om Ping efter Drakväktaren. Den kom ut i svensk översättning 2006.

## Handling
Hon träffar på kejsaren igen. Han är ovanligt intresserad av Danzi och Lu yus barn Kai. Men hon stannar där. Har trevligt och så. Prinsessan lär henne läsa. Det är svårt men hon är ganska duktig. Kejsaren är besatt av att inte bli gammal och gör något väldigt dåligt...